# 拉姆杜尔格
拉姆杜尔格（Ramdurg），是印度卡纳塔克邦Belgaum县的一个城镇。总人口31822（2001年）。

## 人口
该地2001年总人口31822人，其中男性16049人，女性15773人；0—6岁人口4140人，其中男2131人，女2009人；识字率65.32%，其中男性为75.12%，女性为55.34%。